# Gauliga Ostpreußen
Gauliga Ostpreußen byla jedna z mnoha skupin Gauligy, nejvyšší fotbalové soutěže na území Německa v letech 1933 – 1945. Gauliga byla vytvořena v roce 1933 na popud nacistického vedení. Pořádala se na území východního Pruska. Vítězové jednotlivých skupin Gauligy postupovali do celostátní soutěže, která trvala necelý měsíc, v níž se kluby utkávaly vyřazovacím způsobem.
Zanikla v roce 1945 po pádu nacistického Německa. Po jeho zániku bylo území východního Pruska rozděleno mezi Polskem a Sovětským svazem.

## Nejlepší kluby v historii - podle počtu titulů
Zdroj: 
| Vítězové nejvyšší ligové soutěže |        |                              |
| Klub                             | Tituly | Vítězné ročníky              |
| VfB Königsberg                   | 5      | 1940, 1941, 1942, 1943, 1944 |
| SV Hindenburg Allenstein         | 3      | 1936, 1937, 1939             |
| Yorck Boyen Insterburg           | 2      | 1935, 1938                   |
| Preußen Danzig                   | 1      | 1934                         |

## Vítězové jednotlivých ročníků
Zdroj: 
| Gauliga Ostpreußen (1933 – 1945)                                                                         |                              |                                 |                 |
| Ročník                                                                                                   | Vítěz Gauligy                | Umístění v německém mistrovství | Německý mistr   |
| 1933 – 1934                                                                                              | Preußen Danzig (1)           | Skupina A (4. místo)            | FC Schalke 04   |
| 1934 – 1935                                                                                              | Yorck Boyen Insterburg (1)   | Skupina A (4. místo)            | FC Schalke 04   |
| 1935 – 1936                                                                                              | SV Hindenburg Allenstein (1) | Skupina A (4. místo)            | 1. FC Norimberk |
| 1936 – 1937                                                                                              | SV Hindenburg Allenstein (2) | Skupina A (3. místo)            | FC Schalke 04   |
| 1937 – 1938                                                                                              | Yorck Boyen Insterburg (2)   | Skupina A (4. místo)            | Hannover 96     |
| 1938 – 1939                                                                                              | SV Hindenburg Allenstein (3) | Skupina 1 (3. místo)            | FC Schalke 04   |
| 1939 – 1940                                                                                              | VfB Königsberg (1)           | Skupina 1a (2. místo)           | FC Schalke 04   |
| 1940 – 1941                                                                                              | VfB Königsberg (2)           | Skupina 2a (2. místo)           | SK Rapid Wien   |
| 1941 – 1942                                                                                              | VfB Königsberg (3)           | Čtvrtfinále                     | FC Schalke 04   |
| 1942 – 1943                                                                                              | VfB Königsberg (4)           | Osmifinále                      | Dresdner SC     |
| 1943 – 1944                                                                                              | VfB Königsberg (5)           | Osmifinále                      | Dresdner SC     |
| • Gauliga byla v sezóně 1944/45 zrušena, a to kvůli přesunutí bojů druhé světové války na území Německa. |                              |                                 |                 |